# The Havens
The Havens är en community i Storbritannien.   Den ligger i kommunen Pembrokeshire och riksdelen Wales, i den södra delen av landet, 300 km väster om huvudstaden London.
De största byarna är Little Haven, Broad Haven och Walton West.